# Los Kjarkas
 (février 2020).
Si vous disposez d'ouvrages ou d'articles de référence ou si vous connaissez des sites web de qualité traitant du thème abordé ici, merci de compléter l'article en donnant les références utiles à sa vérifiabilité et en les liant à la section « Notes et références ».
 (février 2020).

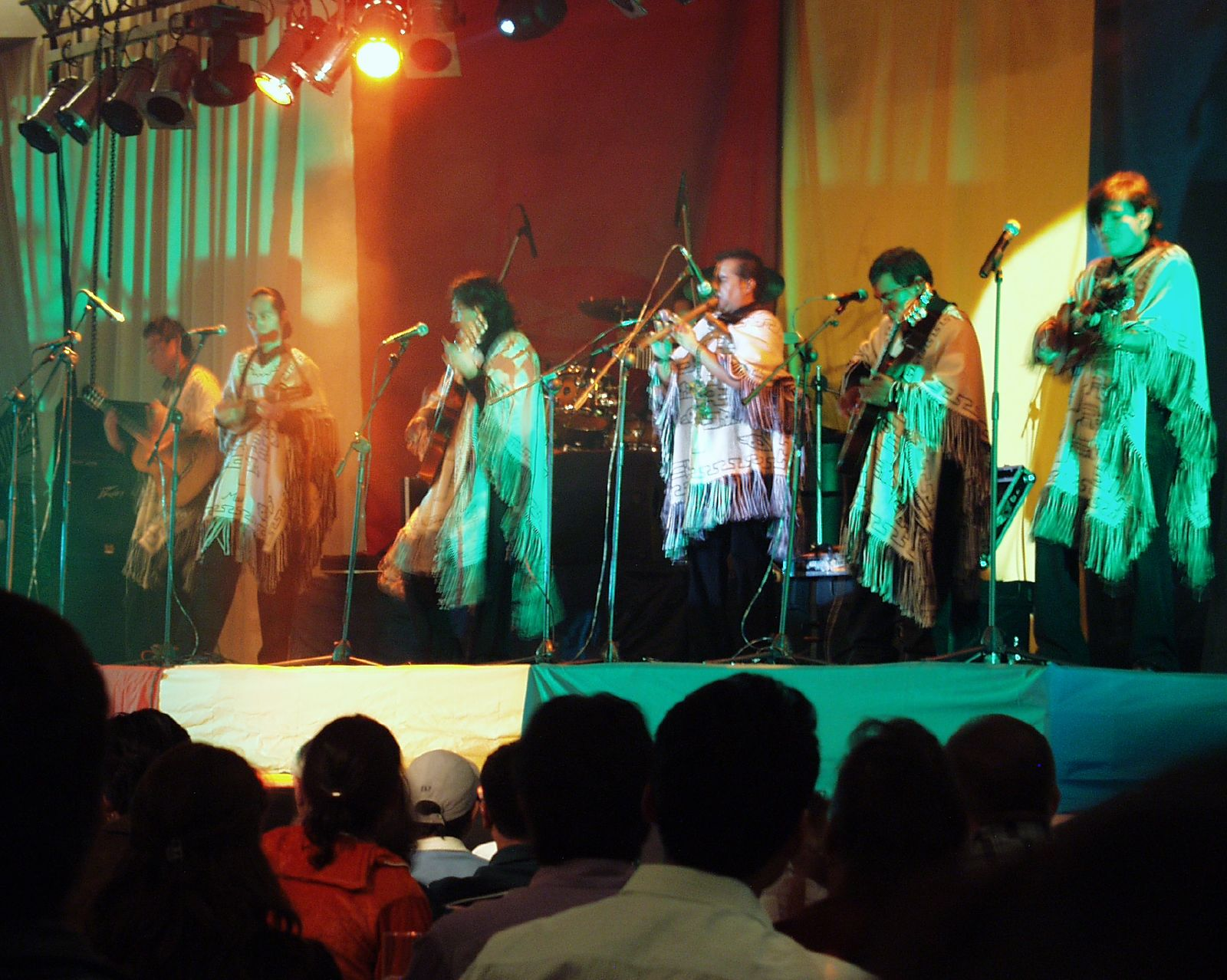
Los Kjarkas

Los Kjarkas est un groupe de musique folklorique bolivienne formé en 1965 par les aînés des frères Hermosa, originaires de la région de Cochabamba et tous musiciens depuis l'enfance. Après quelque temps, le relais est pris par les plus jeunes frères : Gonzalo, Ulises et Elmer que rejoignent d'autres amis. Le succès du groupe s'accroît rapidement. En 1984, le groupe participe à un concours de musique du monde organisé au Japon. Sur l'interprétation de 'Florcita Azul', le groupe parvient à se classer septième du concours sur les milliers de participants. La renommée du groupe est dès lors internationale.
Grâce à leur succès, les Kjarkas sont devenus un groupe phare de la musique bolivienne contemporaine. Ils utilisent l'instrumentation et la rythmique traditionnelle des Andes en abordant des thèmes principalement romantiques. Parmi leur plus grand succès, on peut citer Tiempo al tiempo, Jilguero Flores, Wayayay, Imillitay, El árbol de mi destino…

## Le procès de laLambada
À la fin des années 1980, l'air de Llorando se fue Los Kjarkas fut plagié par le groupe français Kaoma pour son titre Lambada, tube de l'été 1989 en France, puis tube international. Kaoma n'avait demandé aucune autorisation, n'avait indiqué nulle part le nom du groupe original et n'avait pas rétribué le groupe bolivien. À la suite d'un procès, Kaoma dut verser des indemnités à Los Kjarkas. Bien que la justice ait donné raison au groupe bolivien, la confusion en France demeure et, lorsque les groupes latino-américains interprètent Llorando se fue, le public pense qu'ils reprennent la Lambada…

## Polémiques autour de la chansonCara bonita
En 2018, une nouvelle chanson intitulée Cara bonita déclenche sur certains réseaux sociaux un scandale en Bolivie et en Amérique latine, en raison de ses paroles jugées sexistes et misogynes.